# Lothar Lappe
Lothar Lappe (* 28. September 1936 in Helmstedt) ist ein ehemaliger deutscher Diplomat. Er war Botschafter der DDR in Somalia.

## Leben
Lappe besuchte die Volksschule und erlernte den Beruf des Maschinenschlossers. Nach dem Abitur studierte er von 1959 bis 1964 Geschichte und Körpererziehung an der Pädagogischen Hochschule Potsdam. Anschließend arbeitete er als Lehrer an der POS Feldberg. Von 1966 bis 1968 absolvierte er ein postgraduales Studium an der Ernst-Moritz-Arndt-Universität Greifswald und von 1970 bis 1971 ein Zusatzstudium an der Deutschen Akademie für Staats- und Rechtswissenschaft (DASR).
Ab 1971 war er im Ministerium für Auswärtige Angelegenheiten der DDR (MfAA) tätig. Er war zunächst Attaché an der DDR-Botschaft in Sambia und von 1971 bis 1973 Mitarbeiter in der Abteilung Ost- und Zentralafrika des MfAA. Von 1973 bis 1976 fungierte er als Zweiter Sekretär und stellvertretender Leiter der Botschaft in Uganda. Von 1976 bis 1981 war er erneut als Mitarbeiter in der Abteilung Ost- und Zentralafrika des MfAA tätig. Vom 15. Juli 1981 bis August 1984 wirkte er als Botschafter der DDR in Somalia (Nachfolger von Eberhard Kunz). Von 1984 bis 1990 arbeitete er als wissenschaftlicher Mitarbeiter im MfAA. 
Lappe war Mitglied der SED. Er wurde 1987 mit dem Vaterländischen Verdienstorden in Bronze ausgezeichnet.